# Pere Darder i Vidal
Pere Darder i Vidal (Barcelona, 24 de gener de 1933-Barcelona, 14 de juliol de 2022) va ser un pedagog i professor universitari català.
Llicenciat en Filosofia i doctor en Ciències de l'Educació, l'any 1965 va ser cofundador de l'Associació de Mestres Rosa Sensat, juntament amb Marta Mata, Maria Antònia Canals, Maria Teresa Codina, Jordi Cots, Enric Lluch i Anna Maria Roig. Va centrar les seves activitats i publicacions en l'entorn de la formació inicial i permanent del professorat, de l'organització i l'avaluació dels centres educatius, de la renovació pedagògica i de la funció de les emocions en el desenvolupament personal i social. L'any 1959 va ser cofundador de l'Escola Costa i Llobera, situada al barri de Sarrià de Barcelona, de la qual va ser el primer director.
També va exercir de professor universitari a la Universitat Autònoma de Barcelona i va impulsar la creació d'un grup de recerca sobre les emocions Desenvolupament Personal i Educació (DPE). Va presidir el Consell Escolar de Catalunya entre el 2004 i el 2011. Va morir el 14 de juliol de 2022, als vuitanta-nou anys, a la casa familiar del carrer de Caponata de la seva ciutat natal, acompanyat de la seva esposa Assumpció Lisson.
Va publicar els llibres:
- QUAFE 80. Qüestionari d'anàlisi del funcionament de l'escola (1984)[1]
- El funcionament de l'escola privada a Catalunya (1987)[1]
- Un grup-classe. Un potencial educatiu fonamental (1991)[5]
- Sedueix-te per seduir. Viure i educar les emocions (2002)[1]
- Deseduca't. Una proposta per viure i conviure millor (2005)[1]
- Aproximació al fet educatiu. Perspectiva i selecció de texts
- Elements d'organització i avaluació del centre educatiu d'EGB
- El niño y los demás